# Copelación

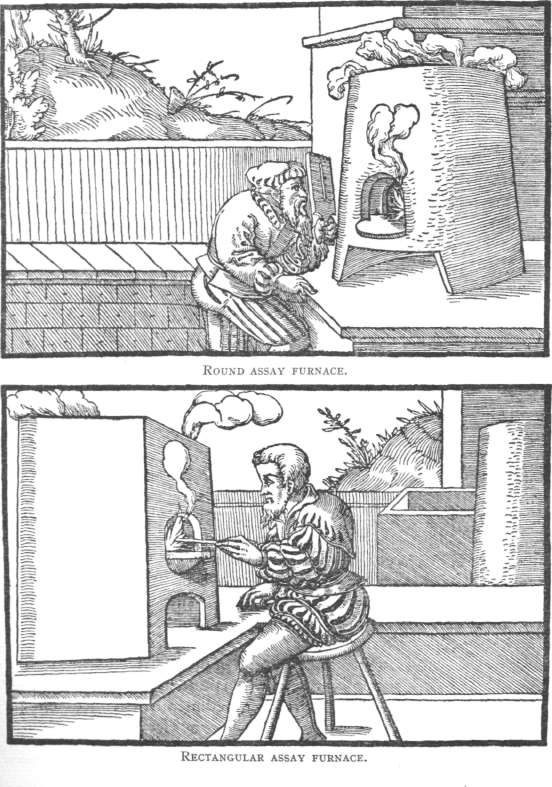
Hornos de copelación del siglo XVI (perde Agricola)

La copelación es un proceso de refinado de la metalurgia en el que las menas o metales aleados se tratan a temperaturas muy altas y en operaciones controladas para separar los metales nobles, como el oro y la plata, a partir de metales de base como plomo, cobre, zinc, arsénico, antimonio o bismuto, presentes en el mineral. El proceso se basa en el principio de que los metales preciosos no se oxidan o reaccionan químicamente, a diferencia de los metales de base; así, cuando se calientan a altas temperaturas, los metales preciosos se mantienen aparte y los otros reaccionan formando escorias u otros compuestos.
Desde la Edad del Bronce, el proceso se utilizó para obtener la plata a partir de menas de plomo fundidas. En la Edad Media y el Renacimiento, la copelación fue uno de los procesos más comunes para la refinación de metales preciosos. Para entonces, se utilizaron ensayos de fuego para probar minerales, es decir, ensayos de metales frescos, como el plomo y metales reciclados, para conocer su pureza para la joyería y la fabricación de moneda. La copelación todavía se encuentra en uso hoy en día.

## Proceso

### Copelacion a gran escala
La plata nativa es un elemento raro, aunque existe como tal. Por lo general se encuentra en la naturaleza combinada con otros metales, o en minerales que contienen compuestos de plata, en general, en forma de sulfuros, como la argentita (sulfuro de plata) o la cerusita (carbonato de plomo). Por ello la producción primaria de plata requiere la fundición y luego copelacion de minerales de plomo argentífero.
El plomo se funde a 327 °C, el óxido de plomo a 888 °C y la plata a 960 °C. Para separar la plata, la aleación se funde de nuevo a alta temperatura, de 960 °C a 1000 °C, en un ambiente oxidante. El plomo se oxida para dar lugar al monóxido de plomo, entonces conocido como litargirio, que captura el oxígeno de los otros metales presentes. El óxido de plomo líquido se elimina o se absorbe por la acción capilar en los revestimientos del hogar. Esta reacción química puede considerarse como:
Ag (s) + 2Pb (s) + O
2 (g) → 2PbO (absorbida) + Ag (l)
La base del hogar era excavada en forma de olla y se cubría con un material inerte y poroso rico en calcio o magnesio, tales como conchas, cal o cenizas de huesos. El revestimiento tenía que ser calcáreo porque el plomo reacciona con la sílice (compuestos de arcilla) para formar silicatos de plomo viscosos que impiden la absorción necesaria del litargirio, mientras que los materiales calcáreos no reaccionan con el plomo. Algunos de los evaporados del litargirio, y el resto, era absorbido por la tierra porosa del revestimiento para formar «tortas de litargirio».
Las tortas de litargirio son generalmente circulares o cóncavo-convexas, de unos 15 cm de diámetro. Son la evidencia arqueológica más común de copelación en la Antigua Edad del Bronce. Por su composición química, los arqueólogos pueden decir qué tipo de mineral fue tratado, sus principales componentes, y las condiciones químicas utilizadas en el proceso. Esto permite investigar el proceso de producción, el comercio, las necesidades sociales o las situaciones económicas.

### Copelacion a pequeña escala
La copelación a pequeña escala se basa en el mismo principio que el realizado en un hogar copelación; la principal diferencia radica en la cantidad de material a ensayar u obtener. Los minerales tienen que ser triturados, tostados y fundidos para concentrar los componentes metálicos con el fin de separar los metales nobles. En el Renacimiento el uso de los procesos de copelación fue diverso: ensayos de menas de las minas, examen de la cantidad de plata en joyas o en monedas o también con fines meramente experimentales. Se llevaba a cabo en pequeños recipientes poco profundos conocidos como copelas.
Puesto que el objetivo principal de la copelacion a pequeña escala era ensayar y examinar minerales y metales, la muestra ensayada tenía que ser pesada cuidadosamente. Los ensayos se realizaban en el horno de copela o de ensayo, que tenía que tener ventanas y fuelles para cerciorarse de que el aire oxidaba el plomo, así como para estar seguro y preparado para sacar la copela cuando el proceso hubiese terminado. Tenía que añadirse plomo puro a la materia ensayada para garantizar la separación adicional de las impurezas. Después de que el litargirio hubiera sido absorbido por la copela, se forman y depositan en el centro de la copela botones de plata. Si la aleación también contenía una cierta cantidad de oro, se depositaba con la plata y ambos tenían que ser separados por partición.

#### Copelas
La herramienta principal para la copelación a pequeña escala fue la copela. Las copelas se fabricaban de una manera muy cuidadosa. Solían ser pequeños vasos en forma de cono truncado invertido, hechos de ceniza de huesos. Según Georg Agricola, el mejor material se obtenía a partir de astas de ciervos quemadas aunque las espinas de pescado podían funcionar bien. Las cenizas tenían que ser molidas en un polvo fino y homogéneo, que luego se mezclaba con alguna sustancia pegajosa para moldear las copelas. Los moldes fueron hechos de latón sin fondo para que las copelas pudieran desconectarse. Se hacía una depresión poco profunda en el centro de la copela con un mortero redondeado. Los tamaños de las copelas dependían de la cantidad de material a ensayar. Esta misma forma se ha mantenido hasta la actualidad.
Investigaciones arqueológicas, así como análisis arqueometalúrgicos y textos escritos desde el Renacimiento han demostrado la existencia de diferentes materiales para su fabricación; podían hacerse también con mezclas de huesos y cenizas de madera, de peor calidad, o moldeados con una mezcla de este tipo en la parte inferior con una capa superior de cenizas de hueso. Diferentes recetas dependían de la experiencia del ensayador o de la finalidad específica para la que se hacían (ensayos para la acuñación, joyería, pruebas de la pureza del material reciclado o de monedas). La evidencia arqueológica muestra que en los inicios de la copelacion a pequeña escala se utilizaron copelas de fragmentos de cerámica o barro.

## Historia
El primer uso conocido de la plata fue en el Cercano Oriente, en Anatolia y Mesopotamia, durante el IV milenio a. C.- III milenio a. C., la Antigua Edad del Bronce. Los hallazgos arqueológicos de objetos de plata y de plomo junto con piezas de litargirio y escoria se han estudiado en muchos sitios, y los análisis metalúrgicos sugieren que en esa época el hombre ya estaba extrayendo plata confiadamente a partir de menas de plomo por lo que el método podría haber sido ya conocido anteriormente.
Durante la siguiente Edad de Hierro, la copelacion era hecha mediante fusión de los metales degradados con un añadido de plomo, el lingote o producto resultante de esta fusión se calentaba luego en un horno de copela para separar los metales nobles. Algunas minas —las de Río Tinto, cerca de Huelva, en España, y minas de Laurion en Grecia—, comenzaron a ser sitios política y económicamente importantes para muchas personas en todo el mar Mediterráneo. Alrededor del 500 a. C. el control sobre las minas de Laurion dio a Atenas ventaja política y el poder en el Mediterráneo gracias al que fueron capaces de derrotar a los persas.
En la época de la Antigua Roma, el imperio necesitaba grandes cantidades de plomo con el fin de apoyar la civilización romana sobre un gran territorio; buscaron abrir minas de plomo-plata en cualquier área que conquistaron. Las monedas de plata se convirtieron en el medio normalizado de cambio, así que el control de la producción y minería de la plata, daba el poder económico y político. En la época romana valía la pena la minería de minerales de plomo, cuando su contenido en plata era del 0,01% o más.
El origen de la utilización de copelación para el análisis no se conoce. Una de las primeras referencias escritas a copelas es Theophilus Divers Ars en el siglo XII a. C. El proceso cambió luego poco hasta el siglo XVI.
La copelacion a pequeña escala puede ser considerado como el ensayo de fuego más importante desarrollado en la historia, y tal vez el origen del análisis químico. La mayor parte de la evidencia escrita proviene del renacimiento en el siglo XVI. Georg Agricola y Lazarus Ercker, entre otros, escribieron sobre el arte de la minería y la prueba de minerales, así como descripciones detalladas de copelacion. Sus descripciones y supuestos se han identificado en diversos hallazgos arqueológicos a través de la Europa medieval y renacentista. Por estos tiempos la cantidad de ensayos de fuego aumentó considerablemente, principalmente a causa de las pruebas de los minerales en las minas con el fin de identificar la disponibilidad de su explotación. Un uso principal de copelacion estaba relacionado con las actividades de acuñación, y también se utiliza en joyería pruebas. [20] A partir del Renacimiento, copelacion se convirtió en un método estandarizado de análisis que ha cambiado muy poco, lo que demuestra su eficacia. Su desarrollo, sin duda tocó las esferas de la economía, la política, la guerra y el poder en la antigüedad

## Nuevo Mundo
La enorme cantidad de adornos de plata prehispánicos conocidos especialmente de Perú, Bolivia y Ecuador plantea la cuestión de si las civilizaciones prehispánicas obtienen la materia prima a partir de minerales naturales o de los minerales de plomo argentífero. Aunque la plata nativa puede estar disponible en los Estados Unidos, es tan rara como en el Viejo Mundo. De los textos coloniales se sabe que las minas de plata estaban abiertas en la época colonial por los españoles desde México a Argentina, los principales son los de Tasco, México y Potosí en Bolivia.
Un tipo de altos hornos llamados huayrachinas se describe en los textos coloniales, como hornos con tecnologías nativas utilizadas en Perú y Bolivia para fundir los minerales que provienen de las minas de plata propiedad de los españoles. Aunque no es concluyente, se cree que este tipo de hornos pueden haber sido utilizados antes de la conquista española. Etnoarqueológica y arqueológica de trabajo en Porco Municipio, Potosí, Bolivia ha sugerido el uso pre-europeo de huayrachinas.
No hay cuentas arqueológicos específicos sobre la fundición de la plata o de la minería en los Andes anteriores a los incas. Sin embargo, plata y plomo han sido encontrados en la sierra central del Perú en los períodos pre-Inca e Inca. A partir de la presencia de plomo en los artefactos de plata, los arqueólogos sugieren que copelacion puede haber ocurrido allí.